# Mads Mikkelsen
Mads Dittmann Mikkelsen (sinh ngày 22 tháng 11 năm 1965) là một diễn viên người Đan Mạch. Công việc đầu tiên của ông là một vận động viên và vũ công, bắt đầu sự nghiệp diễn xuất năm 1996 và được chú ý đến lần đầu tiên qua vai diễn Tonny trong loạt phim Pusher, và vai cảnh sát Allan Fischer trong bộ phim truyền hình của Đan Mạch Rejseholdet (Unit One) (2000–2003).
Mikkelsen tiếp tục chứng tỏ khả năng đầy hứa hẹn của mình qua vai Tristan trong bộ phim King Arthur (2004) của đạo diễn Jerry Bruckheimer. Nhưng ông thực sự được khán giả thế giới biết đến khi vào vai phản diện Le Chiffre trong phần phim thứ 21 của James Bond là Casino Royale (2006).
Từ đó ông càng trở nên nổi tiếng hơn với các vai diễn Igor Stravinsky trong bộ phim của Pháp Coco Chanel & Igor Stravinsky (2008), và giành chiến thắng ở Liên hoan phim Cannes cho Giải cho nam diễn viên xuất sắc nhất qua vai diễn Lucas trong bộ phim tâm lý của Đan Mạch The Hunt vào năm 2012. Sau đó ông tiếp tục tham gia đóng vai chính Dr. Hannibal Lecter trong bộ phim truyền hình nổi tiếng Hannibal (2013–2015). Vào năm 2016, Mikkelsen vào vai Kaecilius trong bộ phim Doctor Strange của Marvel và vai Galen Erso trong bộ phim Rogue One: A Star Wars Story. Ông cũng đã góp mặt trong tựa game Death Stranding của Hideo Kojima với vai trò là diễn viên lồng tiếng, diễn viên tạo hình và gặt hái khá nhiều thành công trong vai trò này
A. O. Scott của The New York Times đã có nói rằng: "Trong thế giới của những bom tấn ở Hollywood, Mikkelsen đã trở thành một nam diễn viên đáng tin cậy sở hữu gương mặt quyến rũ. Nhưng ở quê nhà, anh ấy là một cái gì đó khác: một ngôi sao, một tiên đề, một biểu tượng hồi sinh của nền điện ảnh Đan Mạch."
Mads Mikkelsen được bình chọn là người đàn ông quyến rũ nhất ở quê nhà Đan Mạch trong nhiều năm.

## Tiểu sử
Mikkelsen sinh ra ở Østerbro, Copenhagen, là con thứ hai trong gia đình. Mẹ là Bente Christiansen - một y tá, ba là Henning Mikkelsen - một nhân viên ngân hàng và viên chức công đoàn. Ông có một người anh trai Lars Mikkelsen, cũng là một diễn viên.
Từ khi còn trẻ, ông luôn ước mơ sẽ trở thành một vận động viên thể dục, muốn theo đuổi thể thao. Nhưng sau đó lại học khiêu vũ tại Balettakademien (học viện múa ba lê) ở Gothenburg, nơi giúp ông thông thạo tiếng Thụy Điển. Trong sự nghiệp nhảy múa của mình, Mikkelsen gặp biên đạo múa Hanne Jacobsen, người mà ông đã kết hôn năm 2000. Ông là một vũ công chuyên nghiệp gần một thập niên cho đến khi rời bỏ nó để nghiên cứu kịch tại Trường Nhạc kịch Århus vào năm 1996 và bắt đầu sự nghiệp diễn xuất.
Trong một cuộc phỏng vấn với The Independent, Mikkelsen cho biết: "Sự thật là tôi chưa bao giờ muốn trở thành một vũ công cả. Tôi rất thích nhảy, nhưng đó không phải một ước mơ. Tôi không thích thú lắm cái đẹp từ việc nhảy múa, nhưng tôi yêu cái chất biểu diễn trong đó. Và tôi bỗng nhiên nảy ra ý tưởng: "Sao mình không tập trung hẳn vào diễn xuất nếu đó là thứ mà mình thực sự yêu thích?". Đó là một thời kỳ quá độ chậm chạp. Nhưng sau đó tôi vẫn đăng ký vào trường học diễn xuất, học tập ở đó 4 năm, rồi tốt nghiệp trong những năm đầu của tuổi 30."

## Sự nghiệp

### Giai đoạn 1996–2005
Bộ phim đầu tiên ông tham gia diễn xuất là Pusher (1996), được mệnh danh là "The Sopranos phiên bản châu Âu", trong đó ông sắm vai trợ thủ của nhân vật chính Frank (Kim Bodnia) - gã vận chuyển ma túy gặp rắc rối với các băng nhóm sau một phi vụ không thành. Năm 2000, ông vào vai một tên xã hội đen trong phim Flickering Lights, là bộ phim hài đen nổi tiếng của Đan Mạch từng chinh phục khán giả trên toàn thế giới nhờ gu hài hước tinh tế và tính nhân văn đằng sau câu chuyện về nhóm anh em "chắp vá" gặp rắc rối với một tên tội phạm máu mặt. Năm tiếp theo, sắm vai chính Jacob trong bộ phim hài đồng tính Shake It All About (2001), bộ phim giúp ông có được giải thưởng đầu tiên trong sự nghiệp - giải Zulu cho Nam diễn viên xuất sắc nhất.
Năm 2002, trong bộ phim Open Hearts, Mikkelsen vào vai một bác sĩ trẻ nảy sinh tình cảm với bạn gái của một trong những bệnh nhân của mình. Bộ phim mang về cho ông giải Nam diễn viên xuất sắc nhất tại Liên hoan phim Bắc Âu Rouen năm 2003. Năm kế tiếp, tham gia vào bộ phim The Green Butchers (2003) vào vai gã đồ tể Svend sống ở một thị trấn nhỏ của Đan Mạch, nơi mà thịt người là một đặc sản. Bộ phim giúp ông đoạt giải Nam diễn viên xuất sắc nhất ở Liên hoan phim Fantasporto, nhiều người cũng cho rằng đây là "tiền thân" của vai diễn Hannibal sau này.
Năm 2004, ông trở lại vai diễn gã vận chuyển ma túy Tonny trong phần tiếp theo của Pusher, Pusher II. Diễn xuất của ông nhận được nhiều khen ngợi và đem về danh hiệu Nam diễn viên xuất sắc nhất ở giải Bodil, giải Zulu và ở Liên hoan phim Robert. Năm 2005, ông vào vai mục sư Ivan trong bộ phim hình sự Adam's Apples, người ra sức thuyết phục gã tân phát xít Adam hướng thiện nhờ vào tình yêu của Chúa. Sự kết hợp diễn xuất của Mikkelsen và Ulrich Thomsen giúp Adam's Apples giành giải Phim truyện xuất sắc nhất tại Liên hoan phim Robert năm 2006.
Sự nghiệp của Mikkelsen thật sự đột phá khi tham gia vào bộ phim truyền hình Rejseholdet (Unit One) (2000–03) trong vai cảnh sát Allan Fischer, với 32 tập phim và kéo dài hơn 4 năm, vai diễn đã giúp ông thắng giải Nam diễn viên xuất sắc nhất năm 2002 do trang web cphtvfestival.dk bầu chọn. Nhưng tên tuổi của ông thật sự được khán giả thế giới biết đến khi vào vai Tristan trong phim King Arthur (2004) được sản xuất bởi Jerry Bruckheimer, bộ phim đã đạt được doanh thu rất cao bất chấp những nhận xét tiêu cực từ giới phê bình.

### Giai đoạn 2006–2010
Sau Open Hearts, Mikkelsen và đạo diễn Susanne Bier tái hợp trong dự án After the Wedding (2006). Bộ phim được đề cử giải Oscar cho phim nước ngoài hay nhất, ngoài ra ông còn thắng giải Nam diễn viên xuất sắc nhất ở cả Liên hoan phim quốc tế Palm Springs và Giải thưởng phim Châu Âu (European Film Award). Cùng năm đó, Mikkelsen đã đạt được thành công đầu tiên trong sự nghiệp quốc tế của mình qua vai phản diện Le Chiffre trong phần phim thứ 21 của James Bond là Casino Royale, loạt phim nổi tiếng có thương hiệu đình đám đến từ Anh Quốc.
Năm 2008, Mikkelsen vào vai viên sĩ quan Jørgen Haagen Schmith (còn có biệt danh là Flame) trong bộ phim Flame and Citron, lấy bối cảnh Thế chiến thứ II, khi Đan Mạch bị Đức Quốc xã chiếm đóng, Flame nhận được lệnh phải xử tử chính bạn gái của mình là Ketty, một nữ giao liên người Thụy Điển. Trận chiến trong tâm trí Flame cũng khắc nghiệt không kém những gì đang xảy ra ở ngoài đời. Đồng thời trong cùng năm, ông tham gia lồng tiếng cho nhân vật Le Chiffre trong trò chơi Quantum of Solace, và là gương mặt đại diện cho chiến dịch quảng bá bộ sưu tập của hãng đồng hồ Swatch đến từ Thụy Sỹ mang tên "007 Villain Collection" diễn ra ở Bregenz, Áo.
Năm 2009, Mikkelsen được bình chọn là một trong những diễn viên quyến rũ nhất Châu Âu. Cùng năm, ông tham gia vào bộ phim tình cảm của Pháp Coco Chanel & Igor Stravinsky, vào vai Igor Fyodorovich Stravinsky - người được coi là một trong những nhà soạn nhạc có tầm ảnh hưởng nhất thế kỷ 20. Được chuyển thể từ tiểu thuyết cùng tên, bộ phim khắc họa một cách chân thực và sâu sắc về chuyện tình đầy lãng mạn giữa huyền thoại thời trang nước Pháp với một anh chàng nghệ sĩ tới từ nước Nga băng giá. Sau đó Mikkelsen trở lại với hình tượng đầy bạo lực trong bộ phim Valhalla Rising qua vai diễn một chiến binh câm lặng, một thủ lĩnh Viking. Trốn khỏi kiếp nô lệ, anh dong thuyền cùng với những binh lính theo đạo Thiên chúa đi tìm Đất thánh. Năm 2010, ông vào vai Draco - một hộ vệ của nhà vua trong bộ phim thần thoại Hy Lạp Clash of the Titans.

### Giai đoạn 2010 đến nay
Năm 2012, Mikkelsen vào vai chính trong phim tâm lý The Hunt, vai diễn giúp ông phô diễn tài năng kiệt xuất của mình nhiều nhất và giành được danh hiệu Nam diễn viên xuất sắc nhất ở Liên hoan phim Cannes. Bộ phim của đạo diễn Thomas Vinterberg vừa gây sốc, vừa cảm động khi mô tả cuộc sống ở một thị trấn nhỏ của Đan Mạch khi sắp tới Giáng Sinh, ở đấy một người đàn ông bị cô lập bởi những người xung quanh vì bị hiểu lầm là lạm dùng tình dục trẻ em. Ngoài ra phim còn được đề cử giải Oscar lần thứ 86 tại hạng mục Phim nói tiếng nước ngoài xuất sắc nhất, còn ông nhận được đề cử Nam diễn viên xuất sắc nhất ở giải Quả cầu vàng lần thứ 71 và giải của các nhà phê bình phim London (London Film Critics Circle Award). Trong cùng năm đó, ông tham gia vào bộ phim cổ trang A Royal Affair, là một trong những phim có kinh phí đắt nhất trong lịch sử Đan Mạch. Lấy bối cảnh ở thế kỷ thứ 18, nàng công chúa nước Anh Caroline Mathilde (Alicia Vikander), người đem lòng yêu vị bác sĩ người Đức Johann Struensee (Mikkelsen) trong khi có nghĩa vụ phải kết hôn với gã vua điên Christian VII (Følsgaard), họ đã cùng nhau khởi xướng một cuộc cách mạng có khả năng thay đổi diện mạo quốc gia vĩnh viễn. Bộ phim được nhận được nhiều lời khen ngợi từ giới phê bình và nhận đề cử Phim nói tiếng nước ngoài xuất sắc tại Oscar và Quả Cầu Vàng năm 2013. Cũng trong năm 2012, ông được bình chọn là Nhân vật của năm bởi Hiệp hội Người Mỹ gốc Đan Mạch.
Năm 2013, Mikkelsen vào vai tiến sĩ Hannibal Lecter trong bộ phim truyền hình kinh dị viễn tưởng Hannibal (2013 - 2015) của đài NBC. Bộ phim lấy cảm hứng từ những nhân vật và các tình tiết xảy ra trong cuốn tiểu thuyết Red Dragon của Thomas Harris với một bối cảnh hiện đại, được phát triển từ bộ phim Sự Im Lặng Của Bầy Cừu (1991) do Bryan Fuller viết kịch bản và là nhà sản xuất tài trợ. Bộ phim xoay quanh mối quan hệ bắt đầu nảy sinh giữa nhà phân tích tâm lý tội phạm Will Graham đang theo đuổi một vụ giết người hàng loạt cùng với FBI và Hannibal Lecter, nhà tâm thần học hàng đầu đất nước. Lối suy nghĩ độc đáo của Graham đã tạo cho anh một khả năng lạ lùng là đồng cảm và hiểu thấu đáo tâm trí của tất cả mọi người, kể cả bọn sát nhân máu lạnh. Ông đã nhận được nhiều lời khen ngợi từ khán giả lẫn các nhà phê bình cho khả năng diễn xuất xuất chúng của mình.
Fuller đã nói về vai diễn Hannibal của Mikkelsen: "Cái tôi thích nhất ở Mads là trong cuộc gặp gỡ đầu tiên của chúng tôi, anh ấy đã không muốn nhân vật mình giống như của Hopkins hay Cox. Anh ấy nói về nhân vật của mình không hoàn toàn tựa như 'Hannibal kẻ ăn thịt người tâm thần', nhưng như Satan – Thiên thần sa ngã (Fallen Angel) người đã say mê với nhân loại và có một sự đồng cảm cho loài người chúng ta, nhưng chắc chắn không phải ở giữa chúng tôi – anh ấy khác. Tôi đã nghĩ điều đó thật tốt, một sự tiếp cận thú vị, bởi vì tôi yêu khoa học giả tưởng và kinh dị và – không phải chúng tôi đã cố tình làm điều gì để có được đề nghị này – nhưng việc anh ấy diễn Lecter giống Lucifer là một sự thú vị thực sự cho bộ phim. Có một chút khác biệt so với những phần phim trước và cũng sẽ hoành tráng hơn nếu bạn xem chương trình qua lăng kính 'Đây là cách Satan làm việc, cám dỗ một người nào đó với một quả táo tinh thần'. Việc được thực hiện bộ phim này làm tôi rất vui mừng." Cùng với đề tài mới lạ độc đáo, nội dung mang tính bạo lực nhưng không phản cảm và giàu tính nhân văn, bộ phim đã được yêu thích trên toàn thế giới và nhận được nhiều đánh giá tích cực từ giới phê bình, đạt đến 8,6 điểm trên IMDb.
Trong cùng năm 2013, Mikkelsen vào vai Nigel trong bộ phim tâm lý, tình cảm Charlie Countryman, được trình chiếu tại Liên hoan Phim Sundance. Cuối năm đó bộ phim Michael Kohlhaas do ông đóng vai chính được công chiếu tại Liên hoan Phim Cannes năm 2013.
Năm 2014, Mikkelsen vào vai Jon trong bộ phim The Salvation, bối cảnh phim về miền Viễn Tây những năm 1870 ở Mỹ. Nơi có những người dân bình ân sinh sống với nhau. Cuộc sống đẩy đưa một anh chàng lương thiện chất phác, do muốn trả thù cho gia đình mất oan mạng của mình và anh vô tình dính dáng đến một băng đảng khét tiếng vào thời ấy. Trong cùng năm, ông được Rihanna mời đóng video ca nhạc "Bitch Better Have My Money" với vai diễn là kế toán của cô.
Năm 2016, Mikkelsen là một thành viên trong Ban Giám khảo của Liên hoan Phim Cannes. Vào tháng 10, ông xuất hiện trong bộ phim Doctor Strange của Marvel với vai phản diện Kaecilius, cùng với  Benedict Cumberbatch và Tilda Swinton. Vào tháng 12, ông góp mặt trong phần phim Rogue One: A Star Wars Story của loạt phim Star Wars với vai diễn Galen Erso, một nhà khoa học bị buộc phải hoàn thành siêu vũ khí của Đế Chế, Ngôi Sao Chết. Sắp tới ông sẽ góp mặt trong tựa game Death Stranding của Hideo Kojima với vai trò là diễn viên lồng tiếng.

## Đời tư
Năm 1987, Mikkelsen đã gặp và hẹn hò với Hanne Jacobsen, một biên đạo múa. Họ có với nhau một người con gái, Viola Jacobsen Mikkelsen (sinh năm 1992), và một người con trai Carl Jacobsen Mikkelsen (sinh năm 1997). Sau đó cặp đôi kết hôn vào năm 2000.
Tuy sự nghiệp luôn thăng tiến, nhưng Mikkelsen vẫn chọn sống ở quê nhà tại Copenhagen. Ông có một người anh trai Lars Mikkelsen, cũng là một diễn viên.

## Tước hiệu
Với những đóng góp về nghệ thuật của mình, ngày 15 tháng 4 năm 2010, Mikkelsen được Nữ hoàng Đan Mạch phong tước Hiệp sĩ.
Tháng 4 năm 2016, Hội Văn học Nghệ thuật Pháp phong tước Hiệp sĩ cho ông vì những đóng góp to lớn vào nền nghệ thuật Pháp.

## Danh mục tác phẩm

### Phim điện ảnh
| Năm  | Tên phim                                       | Vai diễn                         | Đạo diễn             | Ghi chú    |
| ---- | ---------------------------------------------- | -------------------------------- | -------------------- | ---------- |
| 1996 | Blomsterfangen                                 | Max                              | Jens Arentzen        |            |
| 1996 | Pusher                                         | Tonny                            | Nicolas Winding Refn |            |
| 1996 | Café Hector                                    | Anders                           | Lotte Svendsen       | Phim ngắn  |
| 1998 | Vildspor                                       | Jimmy                            | Simon Staho          |            |
| 1998 | Nattens engel                                  | Ronnie                           | Shaky González       |            |
| 1999 | Tom Merritt                                    | Elmer Karr                       | Anders Gustafsson    | Phim ngắn  |
| 1999 | Bleeder                                        | Lenny                            | Nicolas Winding Refn |            |
| 2000 | Flickering Lights                              | Arne                             | Anders Thomas Jensen |            |
| 2001 | Monas verden                                   | Casper                           | Jonas Elmer          |            |
| 2001 | Shake It All About                             | Jacob                            | Hella Joof           |            |
| 2002 | I Am Dina                                      | Niels                            | Ole Bornedal         |            |
| 2002 | Open Hearts                                    | Niels                            | Susanne Bier         |            |
| 2002 | Wilbur Wants to Kill Himself                   | Horst                            | Lone Scherfig        |            |
| 2003 | Nu                                             | Jakob (young)                    | Simon Staho          | Phim ngắn  |
| 2003 | The Boy Below                                  | Far                              | Morten Giese         | Phim ngắn  |
| 2003 | The Green Butchers                             | Svend                            | Anders Thomas Jensen |            |
| 2003 | Torremolinos 73                                | Magnus                           | Pablo Berger         |            |
| 2004 | King Arthur                                    | Tristan                          | Antoine Fuqua        |            |
| 2004 | Pusher II                                      | Tonny                            | Nicolas Winding Refn |            |
| 2005 | Adam's Apples                                  | Ivan                             | Anders Thomas Jensen |            |
| 2006 | After the Wedding                              | Jacob Petersen                   | Susanne Bier         |            |
| 2006 | Prague                                         | Christoffer                      | Ole Christian Madsen |            |
| 2006 | Exit                                           | Thomas Skepphult                 | Peter Lindmark       |            |
| 2006 | Cars                                           | Chick Hicks                      | John Lasseter        | Lồng tiếng |
| 2006 | Casino Royale                                  | Le Chiffre                       | Martin Campbell      |            |
| 2008 | Flame & Citron                                 | Citronen                         | Ole Christian Madsen |            |
| 2009 | Coco Chanel & Igor Stravinsky                  | Igor Stravinsky                  | Jan Kounen           |            |
| 2009 | Valhalla Rising                                | One-Eye                          | Nicolas Winding Refn |            |
| 2009 | The Door                                       | David Andernach                  | Anno Saul            |            |
| 2010 | Clash of the Titans                            | Draco                            | Louis Leterrier      |            |
| 2010 | Moomins and the Comet Chase                    | Sniff                            | Maria Lindberg       | Lồng tiếng |
| 2011 | The Three Musketeers                           | Rochefort                        | Paul W. S. Anderson  |            |
| 2012 | A Royal Affair                                 | Count Johann Friedrich Struensee | Nikolaj Arcel        |            |
| 2012 | The Hunt                                       | Lucas                            | Thomas Vinterberg    |            |
| 2012 | Move On                                        | Mark                             | Asger Leth           |            |
| 2013 | Charlie Countryman                             | Nigel                            | Fredrik Bond         |            |
| 2013 | Michael Kohlhaas                               | Michael Kohlhaas                 | Arnaud des Pallières |            |
| 2013 | Hannibal                                       | Dr Hannibal Lecter               | Bryan Fuller         |            |
| 2014 | The Salvation                                  | Jon Jensen                       | Kristian Levring     |            |
| 2015 | Men & Chicken                                  | Elias                            | Anders Thomas Jensen |            |
| 2016 | Doctor Strange                                 | Kaecilius                        | Scott Derrickson     |            |
| 2016 | Le Fantôme                                     | Le Fantôme                       | Jake Scott           | Phim ngắn  |
| 2016 | Rogue One: A Star Wars Story                   | Galen Erso                       | Gareth Edwards       |            |
| 2017 | Artic                                          |                                  | Joe Penna            |            |
| 2022 | Sinh vật huyền bí: Những bí mật của Dumbledore | Gellert Grindelwald              | David Yates          |            |
| 2023 | Indiana Jones và vòng quay định mệnh           | Voller                           | James Mangold        |            |

### Phim truyền hình
| Năm       | Tên         | Vai diễn            | Số tập |
| --------- | ----------- | ------------------- | ------ |
| 2000–2003 | Rejseholdet | Allan Fisher        | 32 tập |
| 2005      | Julie       | Harald              | 6 tập  |
| 2013–2015 | Hannibal    | Dr. Hannibal Lecter | 39 tập |

### Video games
| Năm  | Phim                        | Vai diễn   | Ghi chú                            |
| ---- | --------------------------- | ---------- | ---------------------------------- |
| 2008 | Quantum of Solace: The Game | Le Chiffre | Lồng tiếng                         |
| 2019 | Death Stranding             |            | Motion capture, voice and likeness |

### Video âm nhạc
| Năm  | Artist    | Tên                          | Vai diễn       |
| ---- | --------- | ---------------------------- | -------------- |
| 2009 | Jokeren   | "Sig Ja"                     | Male lead      |
| 2011 | Sólstafir | "Djákninn"                   | Viking man     |
| 2015 | Rihanna   | "Bitch Better Have My Money" | The Accountant |

## Giải thưởng và đề cử
| Năm  | Giải thưởng                                                       | Tên phim                                        | Kết quả   |
| ---- | ----------------------------------------------------------------- | ----------------------------------------------- | --------- |
| 2001 | Zulu Award for Best Actor                                         | Shake It All About                              | Đoạt giải |
| 2002 | Rouen Nordic Film Festival Award for Best Actor                   | Open Hearts                                     | Đoạt giải |
| 2002 | Bodil Award for Best Actor                                        | Open Hearts                                     | Đề cử     |
| 2002 | Robert Festival Award for Best Actor                              | Open Hearts                                     | Đề cử     |
| 2002 | Zulu Award for Best Supporting Actor                              | Wilbur Wants to Kill Himself                    | Đoạt giải |
| 2003 | Fantasporto Award for Best Actor                                  | The Green Butchers                              | Đoạt giải |
| 2003 | Bodil Award for Best Actor                                        | The Green Butchers                              | Đề cử     |
| 2004 | Zulu Award for Best Actor                                         | Pusher II                                       | Đoạt giải |
| 2004 | Bodil Award for Best Actor                                        | Pusher II                                       | Đoạt giải |
| 2004 | Robert Festival Award for Best Actor                              | Pusher II                                       | Đoạt giải |
| 2005 | Puchon International Fantastic Film Festival Award for Best Actor | Adam's Apples                                   | Đoạt giải |
| 2005 | Robert Festival Award for Best Supporting Actor                   | Adam's Apples                                   | Đề cử     |
| 2006 | European Film Award for Best Actor                                | After the Wedding                               | Đề cử     |
| 2006 | Robert Festival Award for Best Actor                              | After the Wedding                               | Đề cử     |
| 2006 | Zulu Award for Best Actor                                         | Prague                                          | Đoạt giải |
| 2006 | Bodil Award for Best Actor                                        | Prague                                          | Đề cử     |
| 2006 | Robert Festival Award for Best Actor                              | Prague                                          | Đề cử     |
| 2007 | FIPRESCI Prize for Best Actor                                     | After the Wedding                               | Đoạt giải |
| 2008 | European Film Award for Best Actor                                | Flame & Citron                                  | Đề cử     |
| 2008 | Robert Festival Award for Best Supporting Actor                   | Flame & Citron                                  | Đề cử     |
| 2009 | Robert Festival Award for Best Actor                              | Valhalla Rising                                 | Đề cử     |
| 2011 | European Film Academy Achievement in World Cinema Award           | N/A                                             | Đoạt giải |
| 2012 | Cannes Film Festival Award for Best Actor                         | The Hunt                                        | Đoạt giải |
| 2012 | Dublin Film Critics Circle Awards                                 | The Hunt                                        | Đề cử     |
| 2012 | European Film Award for Best Actor                                | The Hunt                                        | Đề cử     |
| 2012 | London Film Critics Circle Award for Actor of the Year            | The Hunt                                        | Đề cử     |
| 2012 | Silver Medallion Award (Telluride Film Festival)                  | N/A                                             | Đoạt giải |
| 2013 | HFCS Award for Best Actor                                         | The Hunt                                        | Đề cử     |
| 2013 | IGN Summer Movie Award for Best TV Villain                        | Hannibal                                        | Đề cử     |
| 2013 | INOCA TV Award for Best Supporting Actor in a Drama Series        | Hannibal                                        | Đề cử     |
| 2013 | ALFS Award for Actor of the Year                                  | The Hunt                                        | Đề cử     |
| 2013 | Online Film Critics Society Award for Best Actor                  | The Hunt                                        | Đề cử     |
| 2013 | Robert Award for Best Actor in a Leading Role                     | A Royal Affair                                  | Đề cử     |
| 2013 | Golden Space Needle Award for Best Actor                          | The Hunt                                        | Đề cử     |
| 2013 | Zulu Award for Best Actor                                         | The Hunt                                        | Đoạt giải |
| 2014 | Bodil Award for Best Actor in a Leading Role                      | The Hunt                                        | Đoạt giải |
| 2014 | Chlotrudis Award for Best Actor                                   | The Hunt                                        | Đoạt giải |
| 2014 | CinEuphoria Award for Best Actor – International Competition      | The Hunt                                        | Đoạt giải |
| 2014 | César Award for Best Actor                                        | Age of Uprising: The Legend of Michael Kohlhaas | Đề cử     |
| 2014 | IGN Summer Movie Award for Best TV Villain                        | Hannibal                                        | Đoạt giải |
| 2014 | IGN People's Choice Award for Best TV Villain                     | Hannibal                                        | Đoạt giải |
| 2014 | International Cinephile Society Award for Best Actor              | The Hunt                                        | Đề cử     |
| 2014 | OFTA Television Award for Best Actor in a Drama Series            | Hannibal                                        | Đề cử     |
| 2014 | FIPRESCI Prize for Best Actor                                     | The Hunt                                        | Đoạt giải |
| 2014 | Robert Award for Best Actor in a Leading Role                     | The Hunt                                        | Đoạt giải |
| 2014 | SESC Film Festival Audience Award for Best Foreign Actor          | The Hunt                                        | Đoạt giải |
| 2014 | SESC Film Festival Critics Award for Best Foreign Actor           | The Hunt                                        | Đoạt giải |
| 2014 | Saturn Award for Best Actor on Television                         | Hannibal                                        | Đoạt giải |
| 2014 | TV Guide Award for Favorite Villain                               | Hannibal                                        | Đề cử     |
| 2015 | Fangoria Chainsaw Awards for Best TV Actor                        | Hannibal                                        | Đề cử     |
| 2015 | Saturn Award for Best Actor on Television                         | Hannibal                                        | Đề cử     |
| 2015 | Satellite Award for Best Actor – Television Series Drama          | Hannibal                                        | Đề cử     |
| 2015 | Zulu Award for Best Actor                                         | Men & Chicken                                   | Đoạt giải |
| 2016 | Robert Award for Best Actor in a Supporting Role                  | Men & Chicken                                   | Đề cử     |
| 2015 | Fangoria Chainsaw Awards for Best TV Actor                        | Hannibal                                        | Đề cử     |
| 2016 | Russian National Movie Award for Best Foreign Villain of the Year | Hannibal                                        | Đề cử     |
| 2016 | Saturn Award for Best Actor on Television                         | Hannibal                                        | Đề cử     |
| 2017 | Kids' Choice Award for Best Performance                           | Rogue One                                       | Đề cử     |
| 2017 | Zulu Award for Best Actor                                         | Doctor Strange                                  | Đoạt giải |
| 2019 | Nordic Honorary Dragon Award                                      | N/A                                             | Đoạt giải |
| 2019 | The Game Award for Best Performance                               | Death Stranding                                 | Đoạt giải |
| 2020 | D.I.C.E. Award for Outstanding Achievement in Character           | Death Stranding                                 | Đề cử     |
| 2020 | European Film Award for Best Actor                                | Another Round                                   | Đoạt giải |
| 2020 | Indiana Film Journalists Association Award for Best Actor         | Another Round                                   | Đề cử     |
| 2020 | Indiewire Critics' Poll Award for Best Performance                | Another Round                                   | Đề cử     |
| 2020 | Silver Shell for Best Actor                                       | Another Round                                   | Đoạt giải |
| 2021 | BAFTA Award for Best Actor in a Leading Role                      | Another Round                                   | Đề cử     |
| 2021 | Bodil Award for Best Actor                                        | Another Round                                   | Đoạt giải |
| 2021 | Chlotrudis Award for Best Actor                                   | Another Round                                   | Đề cử     |
| 2021 | Dublin Film Critics Circle Awards for Best Actor                  | Another Round                                   | Đề cử     |
| 2021 | Hollywood Critics Association Midseason Awards for Best Actor     | Riders of Justice                               | Đề cử     |
| 2021 | Indiana Film Journalists Association for Best Actor               | Riders of Justice                               | Đề cử     |
| 2021 | New Mexico Film Critics for Best Actor                            | Another Round                                   | Đoạt giải |
| 2021 | Robert Award for Best Actor in a Leading Role                     | Another Round                                   | Đoạt giải |
| 2021 | Robert Award for Best Actor in a Leading Role                     | Riders of Justice                               | Đề cử     |
| 2021 | Toronto Film Critics Association Award for Best Actor             | Another Round                                   | Đề cử     |
| 2021 | Zulu Award for Best Actor                                         | Another Round, Riders of Justice                | Đoạt giải |
| 2022 | CinEuphoria Award for Best Actor – International Competition      | Another Round                                   | Đoạt giải |
| 2022 | CinEuphoria Award for Best Actor – Audience Award                 | Another Round                                   | Đoạt giải |
| 2022 | Critics Choice Super Award for Best Actor in an Action Movie      | Riders of Justice                               | Đề cử     |
| 2022 | Jupiter Award for Best International Actor                        | Another Round                                   | Đoạt giải |
| 2023 | European Film Award for Best Actor                                | The Promised Land                               | Đoạt giải |
| 2024 | Robert Award for Best Actor in a Leading Role                     | The Promised Land                               | Đoạt giải |
| 2024 | Bodil Award for Best Actor in a Leading Role                      | The Promised Land                               | Đoạt giải |